# Giáo dục thường xuyên
Giáo dục thường xuyên (tương tự như giáo dục nâng cao ở Vương quốc Anh và Ireland) là một thuật ngữ để chỉ các hoạt động và chương trình học tập sau trung học nằm trong các chương trình giáo dục chính quy.
Giáo dục thường xuyên bao gồm các khóa học để lấy tín chỉ cho sinh viên phi truyền thống, đào tạo nghề có bằng cấp, đào tạo trình độ đại học, đào tạo lực lượng lao động và các khóa học làm giàu kỹ năng cá nhân (cả trong trường và trực tuyến).
Giáo dục thường xuyên có nhiều điểm tương đồng với giáo dục người lớn, đặc biệt khi nhắm đến những người quá tuổi để học cao đẳng hoặc đại học theo kiểu truyền thống.
Tại Hoa Kỳ và Canada, các khóa học giáo dục thường xuyên thường được giảng dạy thông qua một phân khoa hoặc trường giáo dục thường xuyên được gọi là trường mở rộng, ví dụ như Trường Harvard Mở rộng hay Trường Phổ quát học Columbia. Tuy nhiên, Tổ chức Hợp tác và Phát triển Kinh tế lập luận rằng giáo dục thường xuyên nên được "tích hợp hoàn toàn vào đời sống thể chế thay vì thường được coi là một hoạt động riêng biệt và sử dụng các nhân viên khác nhau" nếu nó được đưa vào các chương trình chính thống và được được công nhận xứng đáng bởi loại điều khoản này."
Một số trường như Đại học Georgetown, Đại học bang Michigan và Đại học Denver đã được hưởng lợi từ các chương trình phi tín chỉ không bằng cấp. Các chương trình này giúp tăng cường quan hệ đối tác giữa nhà trường với các tập đoàn và cơ quan chính phủ, giúp thông báo và định hình chương trình giảng dạy cho các chương trình cấp bằng và tạo doanh thu để hỗ trợ doanh nghiệp học thuật.